# Небезпечний вік (фільм, 1981)
«Небезпечний вік» (рос. «Опасный возраст») — радянський художній фільм, що вийшов у жовтні 1981 року.

## Зміст
Сорокарічне подружжя Родимцевих, що разом уже два десятки років, раптом виявляють, що набридли один одному. Суд, процес розлучення, розмін квартири. Та не все так просто: чоловік – головний експерт парфумерної фабрики Наркіс Родимцев раптом утрачає свій головний дар – здатність розрізняти запахи, дружина – Лілія Родимцева «ставить хрест» на науковій роботі, а їхній син, Діма Родимцев, їде з Москви вступати до морехідного училища.

## У ролях
- Аліса Фрейндліх — Лілія Іванівна Родимцева (науковий працівник, викладач університету)
- Юозас Будрайтіс — Наркіс Михайлович (експерт-парфумер) (озвучує Інокентій Смоктуновський)
- Антон Табаков — Дмитро (син)
- Микита Подгорний — директор парфумерної фабрики Плахін
- Жанна Болотова — Марія Василівна (скульптор, народний засідатель у суді)
- Інна Ульянова — науковий працівник, колега Лілії Іванівни
- Борис Хімічев — «Македонський»
- Лідія Савченко — Олена, подруга Родимцева з Мурманська
- Валерій Нікітенко — Славік, друг Родимцева з Мурманська, чоловік Олени
- Георгій Штиль — слідчий
- Михайло Водяной — батько Лілії
- Віктор Перевалов — старшина міліції
- Лев Лемке — лікар-отоларинголог
- Анатолій Шаляпін — випивака
- Всеволод Шестаков — начальник Родимцевої
- Валерій Ісаєв — маклер